# Stenogobius fehlmanni
Stenogobius fehlmanni és una espècie de peix de la família dels gòbids i de l'ordre dels perciformes.

## Morfologia
- Els mascles poden assolir 7,5 cm de longitud total.[4][5]

## Hàbitat
És un peix de clima tropical i demersal.

## Distribució geogràfica
Es troba a Oceania: Palau i Yap (Micronèsia).

## Observacions
És inofensiu per als humans.